# Soultzeren
Soultzeren es una localidad y comuna francesa, situada en el departamento de Alto Rin, en la región de Alsacia.

## Demografía
| 1 057 | 1 070 | 1 061 | 969 | 1 024 | 1 088 |
| Para los censos de 1962 a 1999 la población legal corresponde a la población sin duplicidades (Fuente: INSEE [Consultar]) |       |       |     |       |       |

## Patrimonio y cultura
- El "Lac Vert"
- El "Lac des Truites"